# (33348) Stevelliott
1998 XO39 (asteroide 33348) é um asteroide da cintura principal. Possui uma excentricidade de 0.07269930 e uma inclinação de 4.13554º.
Este asteroide foi descoberto no dia 14 de dezembro de 1998 por LINEAR em Socorro.